# Vortragekreuz

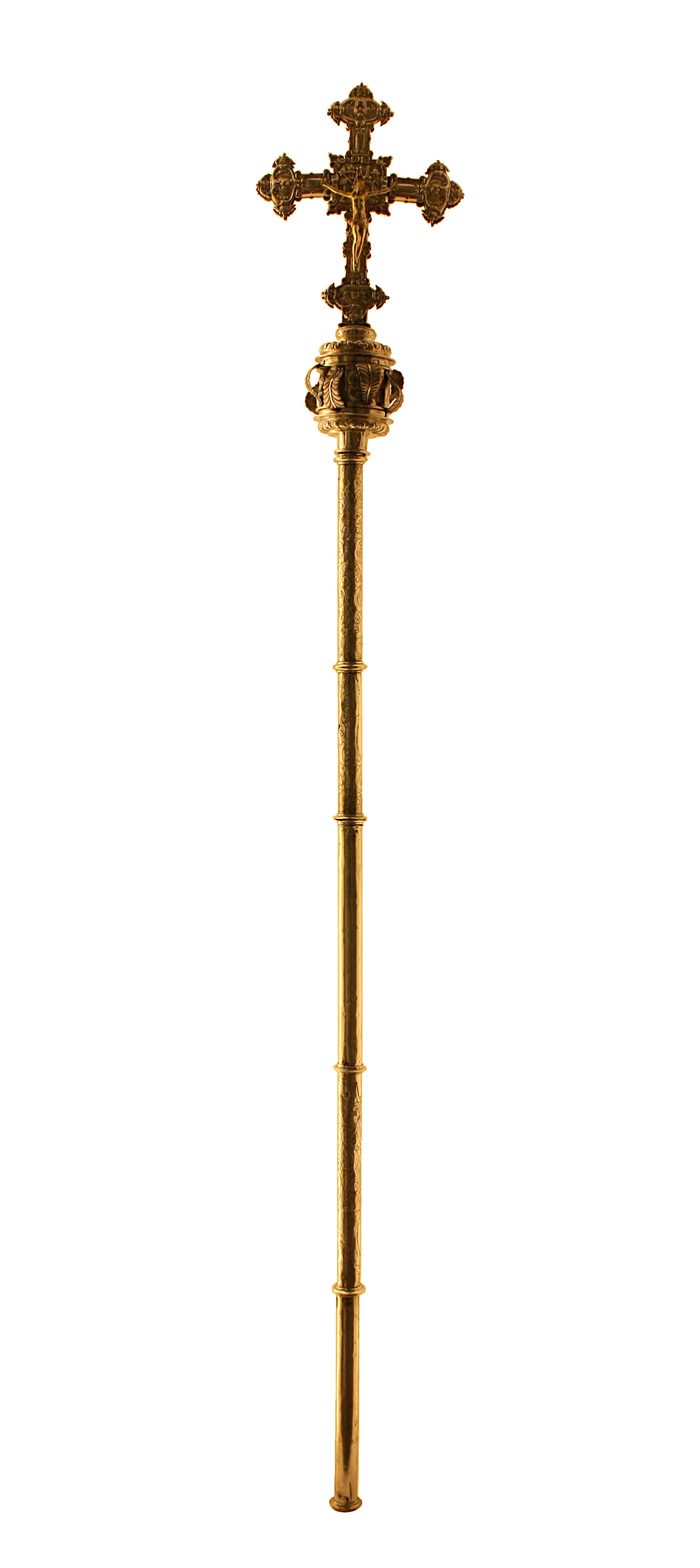
Prozessionskreuz, Museo Franz Mayer, Mexiko, gegliedert in: Tragestange, Nodus und Kreuz

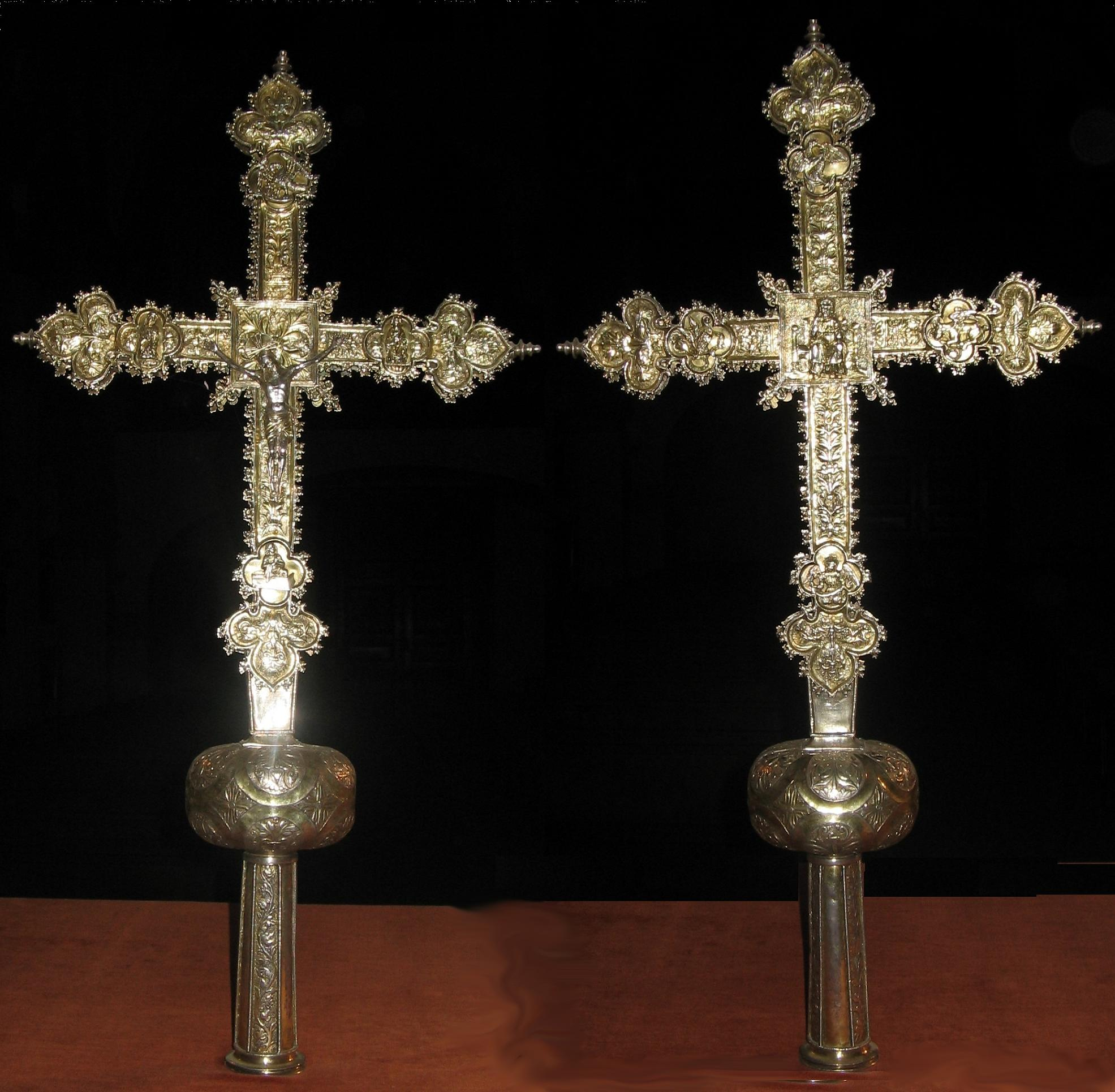
Vortragekreuze von San Pedro de Ayerbe (Spanien)

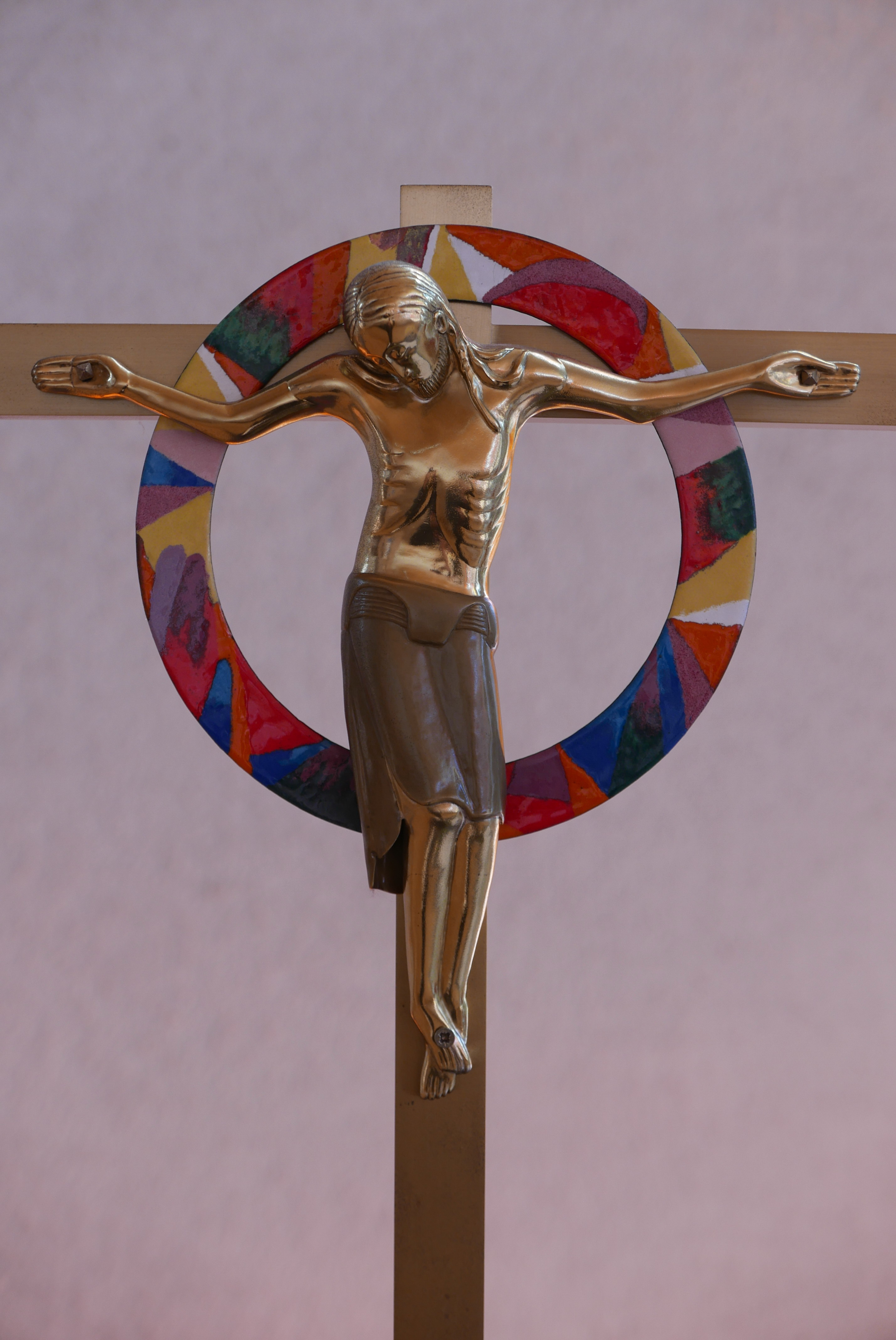
Figuraler gekreuzigter Jesus, Vortragekreuz von Bernward Schmid OSB in der Filialkirche Aigen im Ennstal, Österreich

Ein Vortragekreuz (auch Prozessionskreuz) ist ein auf einer Stange befestigtes Kreuz, das in der römisch-katholischen Kirche beim feierlichen Einzug zur heiligen Messe, bei Prozessionen, Begräbnisfeiern, der Gräbersegnung oder bei Wallfahrten vorangetragen wird. In manchen lutherischen Kirchen wird das Vortragekreuz zum Einzug bei festlichen Gottesdiensten und bei Begräbnissen verwendet. Es ist liturgisch sinnvoll, dass das Vortragekreuz während der Messfeier als Altarkreuz fungiert, also nach dem Einzug sichtbar in der Nähe des Altars aufgestellt wird.
Schon im frühen Mittelalter kannte man kunstvoll gearbeitete, mit Goldblech verkleidete und edelsteinbesetzte als Gemmenkreuze bezeichnete Vortragekreuze, die zugleich Altarkreuze waren. Man findet deshalb an mittelalterlichen Altarkreuzen Tüllen oder Schäfte. Da die Zahl der Prozessionsteilnehmer oft sehr groß war und auch die Entfernteren das Kreuz sehen sollten, wurden die Prozessionskreuze zunehmend größer, dadurch aber auch schwerer. Man griff daher teilweise auf Pappmaché zurück.
Das Vorantragen eines Kreuzes in der Liturgie ist verwandt mit der Verwendung von Standarten in Kriegen und Demonstrationen. Der Kreuzträger, gewöhnlich ein Ministrant, wird Kruziferar genannt. Mit der Crux Vaticana machte Justin II. dem Petersdom ein Vortragekreuz zum Geschenk.